# Erlik
Erlik (mong. Erleg; Er-Kaan (południowoałt. Er-Kaan), Irlik (Chan) (chak. Irlik)) – w mitologii turkijskiej i mongolskiej władca podziemi, najwyższy władca królestwa zmarłych, rywal Ülgena.
Postać Erlika jest bardziej uniwersalna niż Ülgena; jest szeroko rozpowszechniona w wierzeniach prawie wszystkich ludów turko-mongolskich, zarówno szamanów, jak i lamaistów. Imię "Erlik" można już znaleźć w starożytnych tureckich zabytkach runicznych ("runy orchońskie"). Zakłada się, że nazwa ta pochodzi ze staroujgurskiego wyobrażenia Erlika Kagana – władcy piekieł.

## Erlik w mitologii Ałtajczyków
Zgodnie z ideami kamów (szamanów) Erlik ma czarne, gęste, kręcone włosy, opadające na ramiona, duże czarne wąsy, które zakłada za uszy, brodę długą na kolana. Ubiera się w siedem skór niedźwiedzi, śpi na siedmiu czarnych bobrach. Jego miecz wykonany jest z zielonego żelaza i misy z ludzkiej czaszki. Wierzchowiec Erlika to potężny czarny byk, na którym jeździ; zamiast bata dzierży topór w kształcie księżyca, którym pogania byka.
Podziemny świat Erlika znajduje się na zachodzie i zaczyna się od dziury w ziemi, która jest do niej bramą. Według niektórych wyobrażeń ten świat składa się z dziewięciu warstw lub poziomów, na których żyją synowie Erlika. Ałtajczycy czczą wszystkich synów Erlika, znają ich imiona i składają im ofiary natury klanowej [źródło nieokreślone 145 dni]. Na niższym świecie jest także słońce i księżyc, ale świecą słabo, dlatego panuje tam wieczny zmierzch. U wejścia do dolnego świata znajduje się czarny pień, kocioł z wrzącą wodą. Są rozległe mokradła, jezioro pełne łez ludzi, czerwone jezioro utworzone z krwi zabitych lub tych co zginęli w wypadkach, a także samobójców. Dalej jest czarne bezdenne jezioro z mostem z jednego włosia końskiego. Za czarnym jeziorem znajduje się region dla zmarłych przodków. Za siedliskiem zmarłych przodków w podziemiu znajdują się córki Temir-Kana, pierwszego syna Erlika. Sam Temir-Kan mieszka tutaj w dużej jurcie, obok której znajduje się koniowiąz (belka do przywiązywania koni).
Erlik mieszka w pałacu z czarnego błota lub niebieskiego (czarnego) żelaza nad brzegiem rzeki Toybodym (Тойбодым) powstałej z ludzkich łez, nad którą przerzucony jest most z jednego włosa końskiego. Strzegą go potwory – dyutpowie (дьутпа). W pałacu są strażnicy – słudzy Erlika (Elch) z bagrem (багром) (кармак).
Erlik ma taką samą siłę jak Ülgen i ma nie mniej aktywny udział w tworzeniu świata niż Kudaj (Ülgen). W szamańskich wezwaniach szamani zwracają się do Erlika jako do ojca „Adama Erlika”. Od Erlika ludzie otrzymują nieoceniony prezent – sztukę przenikania do innych światów. Pierwszy kam (szaman) przyjął swój dar i bęben/tamburyn (tunur, cyr. тунур) od Erlika.

## Erlik w mitologii Chakasów
Chakasowie wierzyli, że Irlik Chan ma obrzydliwy wygląd. Odległość między jego oczami wynosi czetwert' (четверть = 18 cm), odległość między uszami to sążeń (сажень = 2,13 m), głowa ma wielkość koła z otworem dymnym jurty, a czoło ma wielkość dna kotła. Nosi długą czarną brodę, aż do dolnej części pleców. Jeździ na czarnym argamaku (wierzchowcu), trzymając w rękach bat w postaci czarnego węża.
Imię "Irlik Chan", jako bóstwo złej mocy, znajduje się już w kirgiskich inskrypcjach runicznych w formie "Erklig", co oznacza "potężne". Chakasowie alegorycznie nazywali go „Czir Chudajy” (Чир Худайы), to znaczy "bóg Ziemi", a szamani nazywali go „Adam Chan”, co oznacza "Wielki Ojciec". W mitologii żyje na siódmej (w niektórych wariantach – dziewiątej) warstwie (chakaskie  "таме") świata podziemnego. Pałac Irlik-Chana to heptagonalna jurta miedziana, stojąca u ujścia siedmiu mórz (w niektórych wariantach – dziewięciu), na brzegach Morza Ognistego i Zatrutego („От Талайнанг Оо Талай”). Chakasi postrzegali powiew ciepłej lekkiej bryzy (тан) jako oddech podziemnego bóstwa, Irlik-Chana. Jest nieuprzejmy, próbując skrzywdzić ludzi. Podczas ciepłego wiatru (тан) zabronione było oddychanie z otwartymi ustami. Osobę, która go wdycha, złamie paraliż. Dlatego paraliż Chakasów nazywa się „Tan Saphani” – dosłownie, "cios od wiatru". Z której strony uderzy Irlik-Chan, ta strona będzie podatna na paraliż.
Erlik wraz z Kudajem (Ülgenem) uczestniczył w stworzeniu ziemi: zatonął pod wodą i wyciągnął pierwotny muł, z którego Kudaj stworzył ziemię. Zatrzymał jednak resztki szlamu w ustach, a następnie wyrzucił go na płaską powierzchnię stworzoną przez Ülgena. W rezultacie na ziemi pojawiły się nieregularności – góry, wzgórza i bagna. Według Ülgena zepsuło to idealnie gładką powierzchnię Ziemi.
Erlik przez chwilę błagał Kudaja o Księżyc i Słońce i nie chciał wracać, a potem Kudaj, chwytając księżyc i słońce, szybko wstąpił na Ziemię i przybił je do niebieskiego Nieba.
Erlik kusił jedzeniem psa, który pilnował człowieka stworzonego przez Ülgena; następnie przeniknął do niego i tchnął w niego duszę. W tym samym czasie zepsuł człowieka stworzonego przez Kudaja, dlatego mężczyzna był pokryty wełną, a Kudaj musiał go wyczyścić, a nawet ogolić.
Za ten czyn Ülgen strącił Erlika z Nieba na Ziemię. Ülgen wysłał swojego batyra (wojownika, bohatera) Mangdyszirę (Мангдышире), który walczył z Erlikiem i pokonał go. Po bitwie z Mangdyshire Erlik prosić Ülgena o choćby odrobinę ziemi, ale ten odmówił. W końcu Erlik poprosił, aby Ülgen dał mu tylko tyle ziemi, aby mógł wbić laskę, na co Ülgen (Kudaj) się zgodził. Erlik wbił laskę w ziemię i natychmiast wypełzły spod niej wszelkiego rodzaju gady wrogo nastawione do ludzi i choroby zakaźne. Wtedy Ülgen strącił pod ziemię Erlika i jego sługi, którzy stali się Tetkerami (тьеткерами) – duchami, które powodują nieszczęście dla człowieka na ziemi. Stałymi sługami Erlika były kermozy (кёрмёсы), dusze zmarłych ludzi i szamanów.
Erlik stworzył zwierzęta: niedźwiedzia, borsuka, kreta, wielbłąda, świnię i krowę. Stworzył też batyrów – Kerej-Kana i Karasza. Podżegał też pierwszych ludzi do złamania nałożonego przez Ülgena zakazu jedzenia owoców z drzewa.
Erlik stale konkurował z Ülgenem. Najsłynniejszy zakład między nimi był o to, kto zostanie stwórcą świata – miał nim zostać ten, z czyjego kielicha wyrośnie kwiat. Kwiat wyrósł z kielicha Erlika, ale Ülgen ukradł go, podmieniając kielichy.

## W fikcji literackiej
Erlik został wspomniany w opowiadaniu (wierszu) „Kaan-Kerede” (1926) radzieckiego pisarza science fiction Wiwiana Itina, który opisuje czary Erlika:
«Spójrz, widzisz tutaj [na bębnie szamana] krzyż – starożytny symbol swastyki – a imię Erlika, Erhe, może być splecione z imieniem Chrystusa. [...] Erlik i Ülgen spierali się, kto ma stworzyć świat. Postawili przed sobą dwie szklanki mleka i zmrużyli oczy: ten, w którego kubku zakwitnie kwiat, miał zostać stwórcą świata. Przebiegły Ülgen wiedział, że nie może pokonać potężnego boga. Otworzył oczy i ujrzał, że z kielicha Erlika wyrósł kwiat z płatkami o wyglądzie tęczowych promieni. Ülgen złapał kwiat i wrzucił go do kubka... Ziemia stworzona przez Ülgena była płaska jak step kirgiski. Ten świat był tak nudny, że Erlik nie mógł tego znieść. Stworzył Ałtaj i inne góry, a także dzikie zwierzęta i gady. Ludzie – najbardziej bezbronni ze wszystkich żywych stworzeń – stali się nędzną ofiarą nowych przybyszów. Wtedy Erlik tchnął w ludzi duszę i obdarzył ich mądrością. Od tego czasu człowiek nosi w sobie dwa zwalczające się elementy: śmiertelne ciało, które należy do niebiańskiego Ülgena oraz nieśmiertelną duszę, która należy do Erlika. Kiedy człowiek umiera, jego dusza wraca do swojego stwórcy – Erlika.».

## W sztuce
Rysunek autorstwa Grigorija Czoros-Gurkina zat. "Boos Erlik" (1935).

## W nauce
Imię "Erlik" zostało wykorzystane w nazwie Erlikozaur, określającej gatunek dinozaura znalezionego w Ajmaku południowogobijskim (Ömnögovǐ).